# Ozoroa viridis
Ozoroa viridis är en sumakväxtart som beskrevs av R. & A. Fernandes. Ozoroa viridis ingår i släktet Ozoroa och familjen sumakväxter. Inga underarter finns listade i Catalogue of Life.